# Antony Kakkanatt
Antony Silvanos Kakkanatt (ur. 18 lipca 1961 w Kadamankulam) – indyjski duchowny syromalankarski, biskup kurialny archieparchii Trivandrum od 2022.

## Życiorys
Święcenia kapłańskie przyjął 30 grudnia 1987 i został inkardynowany do archieparchii Tiruvalla. Był m.in. dyrektorem wydziału katechetycznego, wicedyrektorem instytutu ekumenicznego, a także kanclerzem i protosyncelem archieparchii. W 2012 został powołany do komisji katechetycznej Synodu Kościoła syromalankarskiego w charakterze jej sekretarza.
7 maja 2022 otrzymał nominację na biskupa kurialnego archieparchii Trivandrum oraz biskupa tytularnego Barcusus. Sakry udzielił mu 15 lipca 2022 arcybiskup Baselios Cleemis Thottunkal.
15 lipca 2023 papież Franciszek mianował go wizytatorem apostolskim dla katolików obrządku syromalankarskiego w Oceanii.